# Juan Manuel Lillo Díez
Juan Manuel Lillo Díez   (Tolosa, 3 de novembre de 1965), conegut com a Juanma Lillo, és un entrenador de futbol basc. Des de la temporada 2020-2021 i fins a la temporada 2024-25 fou segon entrenador de Pep Guardiola al Manchester City.
Va aconseguir pujar la Unión Deportiva Salamanca en dues temporades consecutives des de la Segona divisió B fins a la Primera divisió espanyola i després d'haver debutat en aquesta categoria amb 29 anys com l'entrenador més jove de la història.
També va ser col·laborador televisiu al canal Gol Televisión. A més va participar en la programació de Win Sports Colòmbia durant la Copa del Món de Futbol de 2014 al Brasil.